# Molter Károly
Molter Károly (Óverbász, 1890. december 2. – Marosvásárhely, 1981. november 30.) magyar író, kritikus, irodalomtörténész. Marosi Péter, Pál és Barna apja.

## Életútja
Kecskeméten érettségizett (1908), a budapesti Pázmány Péter Tudományegyetemen szerzett magyar-német szakos diplomát (1912). A marosvásárhelyi Református Kollégium tanára (1913-45), majd a Bolyai Tudományegyetemen doktorált (1945), az egyetem német irodalom szakos professzora (1945-51). Tevékeny résztvevője az 1918 után önállóan kialakuló erdélyi magyar irodalmi életnek, 1919-20-ban a Jövő Népe felelős szerkesztője, 1920-tól a KZST tagja, a Zord Idő társszerkesztője, 1926-tól rendszeresen jelen volt a marosvécsei helikoni találkozókon, az Erdélyi Szépmíves Céh irodalmi lektora. 1931-ben felvették a marosvásárhelyi Bethlen Gábor szabadkőműves páholyba, amelyben hamarosan megválasztották szónoknak.
Írói sajátossága a bácskai sváb kovácsmester-családból örökölt 1848-as magyar öntudat demokratizmusa: elutasít minden faji kizárólagosságot. A néptestvériség gondolata vezette a magyar őszirózsás forradalom radikális táborába, s írói pályáján a szociális haladás szószólója is lett. A marosvásárhelyi Tükör hasábjain kifejtett újságírói tevékenysége során (1918-25) "a helyi ügyek szinte észrevétlenül világproblémákká tágulnak és súlyosodnak" – írja fél századdal később a Buborékharc címen kötetbe foglalt esszékről Kovács János, a kétkedés fölényét értékelve e korai publicisztikában.
A szülőházból hozott gondolatvilágból indult szépírói pályája is. A fiatal tanárnak az Erdélyi Helikon 10 éves jubileumára kiadott antológiában megjelent A gomb (1934) c. novellájában a hős vita közben leszakítja a hazafiaskodó alispán mentegombját, s míg az repatriál, a beszármazott az államfordulatkor helyben marad... A rejtett önéletrajznak tekinthető Tibold Márton (1937) c. regényről maga a szerző vallja, hogy a fajőrület vérségeszméje hozta ki belőle: a svábból lett magyar regényhős hazafisága sokkal igazabbnak bizonyul számos törzsökös harsány nacionalizmusánál. Láng Gusztáv írja e mű egy későbbi kiadásával kapcsolatban: "...a Tibold Márton-féle humanista nemzetköziségnek egészséges népi hagyományai vannak, s hősünkben is egyre világosabb a felismerés, hogy a nemzetiségek problémájának megoldása elválaszthatatlan a társadalmi alapkérdésektől; hogy a faji gőg mindig osztálygőggel, népellenes reakcióval párosul." Nem véletlen, hogy az éles szemű Móricz Zsigmond a Kelet Népe szervezése közben erről a néptestvéri humánumról kér cikket a marosvásárhelyi tanártól, aki azt Erdélyi vérkeveredés c. alatt meg is írja (1941).
Az antifasiszta vonulathoz tartozik Baj van Metániában c. cikke a Brassói Lapokban (1933), mely a régebbi Metánia RT szatirikus-szürrealista regény logikai folytatásaként az uralomra jutott Hitler rendszerének a gázhalállal való borzalmas összefüggését jelzi előre. Nem véletlen, hogy az I. világháborút követő német humanista írók, egy Thomas Mann, egy Ernst Toller írásait bemutató, a szász Klingsor transzilvanista íróit fogadó marosvásárhelyi tanár hamarosan a német nemzetiszocialisták támadásainak pergőtüzébe került.
Megkapta az Igaz Szó kritikai és irodalomtörténeti díját (1968), s érdemeinek előtérbe helyezésével a bírálóbizottság kiemelte, hogy írásaiban átfogóan igazolta szellemi haladásunk hasznos irodalmi pluralizmusát. Amit hirdetett és vallott, az a humánum találkozása a Korunktól az Erdélyi Helikonig, a munkásotthon szociális tüzű irodalmi életének felkarolásától A Hírnök katolikus irodalmi estjeinek méltatásáig vagy a népi-konzervatív Pásztortűz hagyományőrző íróinak fogadásáig.
70. születésnapja alkalmából az Igaz Szó külön összeállításban ünnepelte tizenkét író megemlékezéseivel. Születésének 100. évfordulóján a Helikon időszerűnek érezte 1924-ben írt Calais-i polgárok c. esszéjét újraközölni, amely Georg Kaiser drámája nyomán "sok-sok önfeláldozást" követelt Erdélyünkben egy "meddő katasztrófavárás" helyett.
Molter Károly vajdasági származása ellenére 51 éven át Marosvásárhelyen élt és alkotott, itt érte a halál is. Végső nyughelye a marosvásárhelyi református temetőben van, Székely János Jenő síremléke alatt.

## Munkái
- Harámbasák (vígjáték, Mv. 1920)
- Majdnem hősök (novellák, Mv. 1925)
- Özvegyország (színdarab Lenauról, Mv. 1926)
- Tank (színmű, Mv. 1926)
- Metánia RT (regény, Kv. 1929)
- Faluszerző (kisregény, Brassó 1935)
- Tibold Márton (Kv. 1937, 2. kiadás 1958)
- Bolond kisváros (elbeszélések, Kv. 1943, 2. kiadás Kv. 1976)
- Reformáció és magyar műveltség (tanulmány, Kv. 1944)
- Deutsche Literatur im XX. Jahrhundert (egyetemi jegyzet, Kv. 1946)
- Der Bürger in der deutschen Literatur (egyetemi előadások, Kv. 1948)
- Csaló is csalódik (vígjáték, 1955)
- Harci mosolyok (karcolatok, elbeszélések, Mv. 1956)
- Iparkodj, kisfiam! (elbeszélések, Izsák József bevezetésével, RMI, 1964)
- Szellemi belháború (tanulmányok, cikkek, krokik, 1918-1944, RMI, 1968)
- Metánia RT – Tibold Márton (két regény, RMI, 1969)
- Komor korunk derűje (anekdoták, 1971)
- Örökmozgó – Tank – Csaló is csalódik (három színmű, RMI, 1974)
- Buborékharc (publicisztika, 1980).
- Molter Károly levelezése. I-II. köt. (1. köt.:1914-1918; 2. köt.:1927-1932; Budapest – Kolozsvár, 1995; 2001)
- Erdélyi argonauták. Tanulmányok, esszék, tárcák, cikkek; vál. Kovács András Ferenc, előszó, jegyz. Marosi Ildikó, német szövegek ford. Gyéresi Júlia, Sebesi István; Mentor, Marosvásárhely, 1999
- Erdélyi rozsda. Tanulmányok, esszék, tárcák, cikkek; vál. Kovács András Ferenc, szerk. Kuti Márta, német nyelvű szöveg ford. Sebesi István, Gyéresi Júlia; Mentor, Marosvásárhely, 2000
- A keleti állomáson. Tanulmányok, kritikák; vál., jegyz. Marosi Ildikó, szerk. Kuti Márta; Mentor, Marosvásárhely, 2001